# نوح وونله
نوح وونله (انگلیسی: Noah Vonleh؛ زادهٔ ۲۴ اوت ۱۹۹۵) بازیکن بسکتبال اهل ایالات متحده آمریکا است.
از باشگاه‌هایی که در آن بازی کرده‌است می‌توان به شارلوت هورنتس، مینه‌سوتا تیمبرولوز، پورتلند تریل بلیزرز، و نیویورک نیکس اشاره کرد.